# Russell Napier
Pour les articles homonymes, voir Napier.
Russell Napier est un acteur australien né le 28 novembre 1910 à Perth (Australie), mort le 19 août 1974 à Londres (Royaume-Uni).

## Filmographie
- 1947 : Au bout du fleuve (The End of the River) de Derek N. Twist : The Padre
- 1948 : Kid Flanagan (TV) : Inspecteur Howell
- 1949 : The Time Machine (TV) : The Time Traveller
- 1952 : Death of an Angel : Supt. Walshaw
- 1952 : Blind Man's Bluff : Stevens
- 1952 : Le Visage volé (Stolen Face) de Terence Fisher : Det. Cutler
- 1953 : Black Orchid : Inspector Markham
- 1953 : Le Saint défie Scotland Yard (The Saint's Return) de Seymour Friedman : Col. Stafford
- 1953 : 36 Hours (en) : Detective at Ann's Apartment
- 1954 : The Strange Case of Blondie : Inspecteur Harmer
- 1954 : Companions in Crime
- 1954 : The Blue Peter : Raymond Curtis
- 1954 : A Time to Kill : Inspecteur Simmons
- 1954 : The Dark Stairway : Inspector Hammond
- 1954 : Meurtres sans empreintes (A Stranger Came Home) de Terence Fisher : Insp. Treherne
- 1954 : Conflict of Wings : Wing Cmdr. Rogers
- 1955 : Little Red Monkey : Supt. John Harrington
- 1956 : Person Unknown : Inspector Duggan
- 1956 : The Narrowing Circle : Sir Henry Dimmock
- 1956 : The Brain Machine : Insp. Durham
- 1956 : Ma vie commence en Malaisie (A Town Like Alice) de Jack Lee : Jack Burns
- 1956 : Je plaide non coupable d'Edmond T. Gréville : Inspecteur Hobson
- 1956 : Destination Death : Inspecteur Duggan
- 1956 : Le Dernier Homme à pendre (The Last Man to Hang?) de Terence Fisher : Detective Sgt. Bolton
- 1957 : The Lonely House : Insp. Duggan
- 1957 : The Man in the Road de Lance Comfort : Scotland Yard Supt. Davidson
- 1957 : The Shiralee de Leslie Norman : Mr W.G. Parker
- 1957 : The Case of the Smiling Widow : Inspecteur Duggan
- 1957 : The White Cliffs Mystery : Inspecteur Duggan
- 1957 : À main armée (Robbery Under Arms) de Jack Lee : Banker Green
- 1957 : Night Crossing : Supt. Duggan
- 1958 : Tread Softly Stranger : Potter
- 1958 : Atlantique, latitude 41° (A Night to Remember) de Roy Ward Baker : Capitaine Stanley Lord
- 1958 : Crime of Honour : Supt. Duggan
- 1958 : Robin des Bois don Juan (The Son of Robin Hood) de George Sherman : Squire Miles
- 1959 : The Witness : Inspecteur Rosewarne
- 1959 : The Unseeing Eye : Supt. Duggan
- 1959 : The Ghost Train Murder : Supt. Duggan
- 1960 : Coulez le Bismarck ! (Sink the Bismarck!) de Lewis Gilbert : Air Vise Marshal
- 1960 : Le Silence de la colère (The Angry Silence) de Guy Green : Sid Thompson
- 1960 : Un homme pour le bagne (Hell Is a City) de Val Guest : Superintendent
- 1960 : The Last Train : Superintendant Duggan
- 1960 : Evidence in Concrete : Supt. Duggan
- 1961 : The Grand Junction Case : Supt. Duggan
- 1961 : La Marque (The Mark) de Guy Green : Officier
- 1961 : The Never Never Murder : Supt. Duggan
- 1961 : François d'Assise (Francis of Assisi) de  	Michael Curtiz : Frère Elias
- 1962 : Les Mutinés du Téméraire (H.M.S. Defiant) de Lewis Gilbert : Flag Captain
- 1962 : Mix Me a Person : PC Jarrold
- 1963 : A Clerical Error (TV) : Police Inspector
- 1964 : L'Affaire Winston (Man in the Middle) : Col. H. Thompson
- 1964 : Crossroads (série TV) : Edwin Forster
- 1966 : It! : Work Foreman
- 1968 : Le vampire a soif (The Blood Beast Terror) de Vernon Sewell : Landlord
- 1968 : Mandat d'arrêt (Nobody Runs Forever) de  	Ralph Thomas : Leeds
- 1968 : Sous l'emprise du démon (Twisted Nerve) de Roy Boulting : Prof. Fuller
- 1974 : Contre une poignée de diamants (The Black Windmill) de Don Siegel : Adm. Ballantyne